# یلداش‌آباد
یلداش‌آباد یک روستا در ایران است که در دهستان شاهسون‌کندی واقع شده‌است.